# Люй Бичэн
Люй Бичэ́н (кит. упр. 呂碧城) — китайская поэтесса. Широко известна в Китае как одна из «четырех талантливейших женщин Республики» (кит. трад. 民国四大才女, упр. 民國四大才女, пиньинь Mínguó sì dà cáinǚ), кроме неё в этот список вошли Чжан Айлин, Сяо Хун и Ши Пинмэй. В начале XX века Люй Бичэн была известна по всему Китаю и далеко за его пределами, и именно про неё зачастую говорили: «единственная поэтесса за последние триста лет».

## Биография
Люй Бичэн родилась в 1883 году в семье чиновника. Её отец, Люй Фэнци, был шицзиши, то есть одним из лучших, сдавших экзамен на высшую учёную степень цзиньши, тот, кого оставляли при Академии Ханьлинь. Когда девочке исполнилось двенадцать, умер отец, родственники заставили вдову разделить имущество, после чего маленькой Люй пришлось жить с матерью, полагаясь лишь друг на друга.
В 1903 она хотела отправиться в школу для девочек в Тяньцзине, но её дядя был против — решимость двадцатилетней девушки привела к большой ссоре и скандалу в семье, и уже на следующий день она бежала из дома. Собираясь в спешке, она оказалась на пустынных улицах города без денег, знакомств и даже без сменной одежды. Перебиваясь случайными заработками, она почти полгода довольствовалась крохами, пока наконец не написала письмо владельцу газеты «Дагун бао» Ин Ляньчжи. Стиль девушки настолько поразил издателя, что он сразу же пригласил её занять место помощника редактора, а уже в 1904 году она стала первой женщиной-редактором в Китае.
Именно в качестве редактора газеты Люй Бичэн обратилась к теме, которая на долгое время станет для неё основной — права женщин в Китае. Она не только писала статьи, но организовывала также митинги, составляла петиции и была учредителем в целом ряде комитетов. Эффектная внешность, острый ум и место редактора позволили женщине быстро завязать связи в столичных кругах, которые она без зазрения совести использовала для защиты прав женщин. Кроме того, Люй Бичэн в 1904 году возглавила Бэйянскую школу для девочек (北洋女子公学), а двумя годами позже вошла в её попечительский комитет. Она считала, что женщины в первую очередь должны иметь право на доступное и качественное образование. Занимая эту должность, она внесла большой вклад в зарождение и распространение феминистского движения в Китае.
За несколько лет Люй Бичэн достигла достаточно устойчивого положения в обществе — она умна и обаятельна, а работа редактором позволяет ей быстро заводить знакомства в самых разных средах. Уже в 1912 году женщина становится секретарем Юань Шикая и занимает этот пост вплоть до того момента, как он провозгласил себя императором в 1916 году. После этого Люй Бичэн подает в отставку и переезжает в Шанхай, где на протяжении двух лет занимает разнообразные места в международных коммерческих организациях. Благодаря этой работе она не только заводит новые полезные связи, но и накапливает солидный капитал, который в дальнейшем позволит ей больше не беспокоиться о своем финансовом положении.
В 1918 году Люй Бийчэн уезжает на обучение в Колумбийский университет, где в течение четырёх лет изучает литературу и искусство. Судя по всему, поездка оказала на неё большое влияние: она столкнулась с совершенно новым миром, в котором женщины активно борются за свои права и добиваются их, становятся равноправными членами общества и занимают значимые общественные позиции. По возвращении на родину она с ещё большим рвением и энтузиазмом погружается в вопросы общественной жизни. В этот период она сама организует и присоединяется ко многим общественным организациям — защита прав женщин и животных становится её основной деятельностью. Именно благодаря её стараниям в Китае начинает функционировать несколько отделений международных комитетов и организаций.
В 1926 году она снова посещает США и Европу. Но теперь уже в качестве общественного деятеля — она не только по-новому открывает для себя западные страны, но и знакомит Европу и Штаты с совершенно иным Китаем. На некоторое время она становится визитной карточкой своей страны. В дальнейшем она опишет это своё семилетнее путешествие в книге «Записки о странствиях по Европе и Америке» («欧美漫游录», «Оу мэй манью лу»). На протяжении всей своей жизни Люй Бичэн пыталась примирить для самой себя и своей страны традиционные ценности со все нарастающим западным влиянием.
Однако, несмотря на прогрессивность и открытость её взглядов, Люй Бичэн так и не поддержала Движение за новую культуру, и, напротив, она активно выступала за сохранение классического литературного языка. Писательница считала, что, лишь следуя сложившимся за многие века эстетическим ценностям, возможно взрастить в себе и окружающих чувство прекрасного. Её произведения — это практически без исключения эталонные примеры классической китайской поэзии. Во многом именно поэтому её поэзия не получила широкого распространения и почти полностью оказалась забыта. И только в более поздних своих работах она стала признавать, что использование языка байхуа, как более понятного широким массам людей, допустимо для воспитания эстетического вкуса у народа. Кроме того, она высказала предположение, что разговорный язык может помочь утвердиться в литературе женщинам-писательницам, и нужно заметить, во многом она оказалась права.
В 1930 году Люй Бичэн обратилась к буддизму и получила новое имя — Мань Чжи, постриг она так и не приняла и осталась в миру.
Люй Бичэн разделила трагическую участь всех «четырех талантливейших женщин Республики». 24 января 1943 она скончалась, в Гонконге, в одиночестве, на 61 году жизни. Последней волей писательницы была просьба предать её тело огню, а прах скатать в комок и бросить в Южно-Китайское море…
Люй Бичэн вошла в историю как серьёзный и талантливый поэт. Обе её сестры также писали стихи, и их творчество получило довольно высокие оценки, и про них часто можно было услышать «три хуайбэйские Люй известны по всей Поднебесной». Большую роль Люй Бичэн сыграла и как общественный деятель — во многом благодаря её мужеству и упорству общество обратило внимание на проблемы женщин, а с 1928 года она доказала всему миру, что китайские женщины отличаются умом и элегантностью. Её внутренняя сила и привлекательность позволили ей на длительное время стать лицом и голосом всех женщин Республики.